# Bauphal
Bauphal (en bengali : বাউফল) est une upazila du Bangladesh dans le district de Patuakhali. En 2007, on y dénombrait 304 959 habitants.